# 腾冲慈姑
腾冲慈姑（学名：Sagittaria tengtsungensis）为泽泻科慈姑属的植物，为中国的特有植物。分布于中国大陆的云南等地，生长于海拔1,700米至2,100米的地区，多生于静水中，目前尚未由人工引种栽培。